# Mausbach (Stolberg)

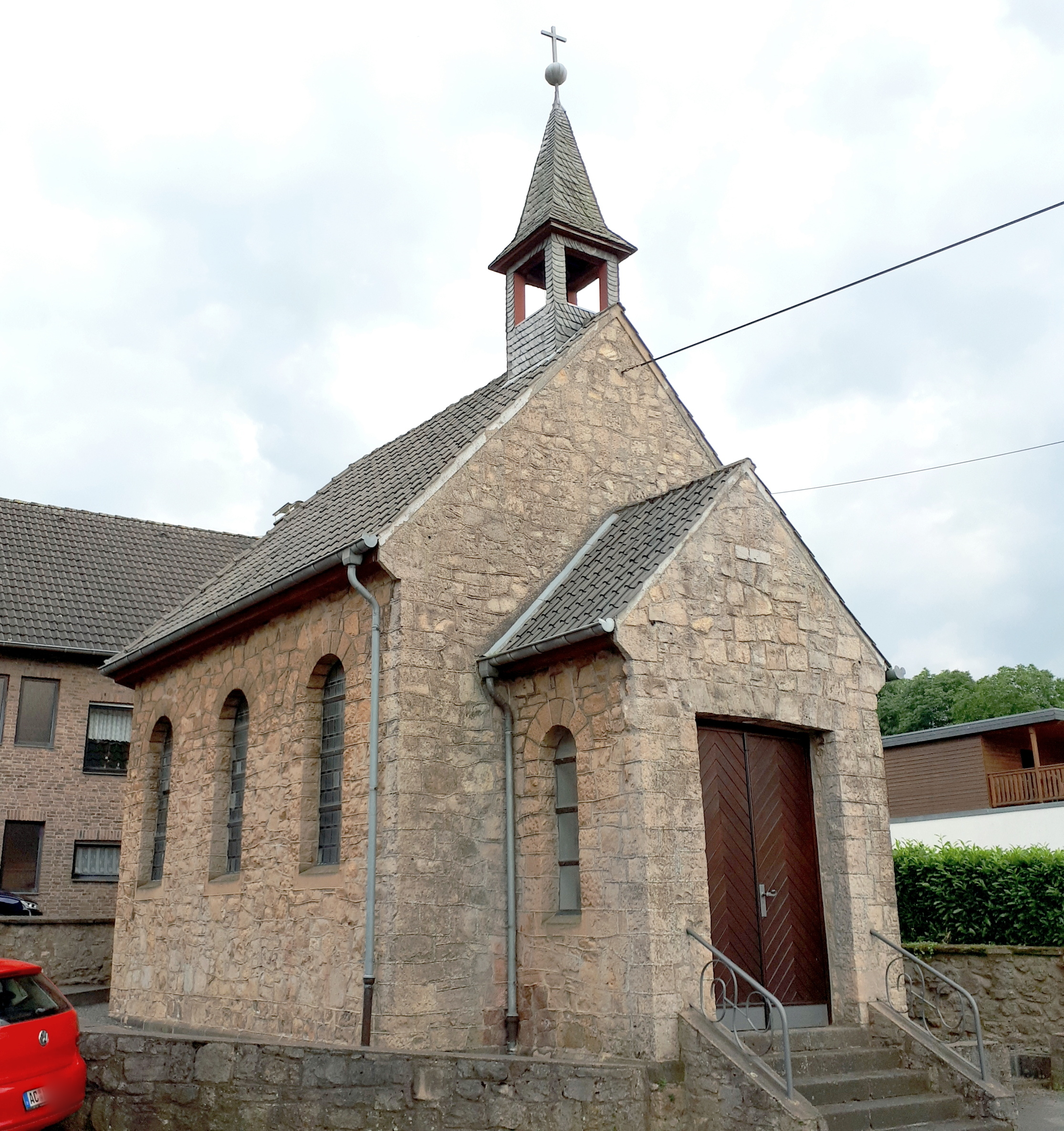
Kapel te Krewinkel

Mausbach is een plaats in de Duitse gemeente Stolberg (Rheinland), deelstaat Noordrijn-Westfalen, en telt 4700 inwoners.

## Geschiedenis
Mausbach kwam in 842 in bezit van de Abdij van Kornelimünster, en omstreeks 1000 werd door deze abdij een leenhoeve gesticht, het Mausbacher Hof, waaromheen het dorp zich ontwikkelde. In 1585 kwamen protestantse Kupfermeister naar het dal van de Vichtbach en ontgonnen op meerdere plaatsen het galmei (zink- en looderts). Zij bereidden en bewerkten zink, messing en dergelijke. In 1794 kwam een einde aan de heerschappij der abdij. Mausbach werd onderdeel van de gemeente Gressenich om in 1972 op te gaan in de gemeente Stolberg. In het nabijgelegen Diepenlinchen ontwikkelde zich een grote ertsgroeve, waar van 1809-1919 op industriële schaal zink-, lood- en ijzererts werd gewonnen. Ook dolomiet werd in de omgeving van Mausbach gewonnen.
Mausbach werd in 1804 een zelfstandige parochie, die zich afsplitste van die van Gressenich.

## Bezienswaardigheden
- Sint-Marcuskerk
- Mausbacher Hof, historische boerderij

## Natuur en landschap
Mausbach ligt in de noordelijke Eifel. Het riviertje de Mausbach loopt door de plaats en mondt uit in de Vichtbach. In het zuidoosten ligt het Hürtgenwald, een uitgestrekt bosgebied. Enkele kilometers van Mausbach ligt in dit bos de Wehebachtalsperre met stuwmeer.

## Nabijgelegen kernen
Vicht, Diepenlinchen, Oberstolberg, Breinig, Gressenich